# Cynthia Street
『Cynthia Street』（シンシア・ストリート）は、南沙織通算11枚目のスタジオ・アルバム。1975年6月21日発売。発売元はCBS・ソニー。

## 解説
LP帯コピー：素晴らしいMUSIC PEOPLEと沙織（シンシア）との出逢い そして生まれた素晴らしいアルバム　カリフォルニア・ロスアンゼルスで録音からカッティングまでのすべてを!!
シングル曲を含まない唯一のスタジオ・アルバムで、ロスアンゼルスでレコーディングされた。現地では英語のアクセント等、厳しく指導を受けたという。
A面に当たる1曲目から5曲目は安井かずみと筒美京平のコンビによる楽曲で、B面に当たる6曲目以降はアラン・オデイとジョージ・S・クリントンが手掛けた英語詞の楽曲となっている。なお、2曲目の「GET DOWN BABY」はシングルカットされる予定があったという。
タイトルの『Cynthia Street』はアメリカで偶然見つけた実在の通りであり、標識の前で撮影した記念のスナップショットがジャケットに使用された。
35周年CD-BOX『Cynthia Premium』に収納された紙ジャケット盤には、アルバム未収録であった15thシングル「想い出通り」とそのB面曲「ご無沙汰」がボーナス・トラックとして収録された。
CDパッケージでの生産は中止されており、音楽配信でのみ購入が可能である。

## 収録曲

### オリジナル盤
1. 20才の立場
  - 作詞: 安井かずみ、作曲・編曲: 筒美京平
2. GET DOWN BABY
  - 作詞: 安井かずみ、作曲・編曲: 筒美京平
3. 夏の終り
  - 作詞: 安井かずみ、作曲・編曲: 筒美京平
4. DRUGSTOREのひと
  - 作詞: 安井かずみ、作曲・編曲: 筒美京平
5. 若い旅人
  - 作詞: 安井かずみ、作曲・編曲: 筒美京平
6. CAN'T WAIT TO DREAM ABOUT YOU
  - 作詞・作曲・編曲: George Clinton[2]
7. GIFTS
  - 作詞・作曲: Alan O'Day、編曲: George Clinton
8. GET IT OFF - GET IT ON
  - 作詞・作曲: Alan O'Day、編曲: George Clinton
9. SPIN AWAY
  - 作詞・作曲: Alan O'Day、編曲: George Clinton
10. LINGER
  - 作詞・作曲・編曲: George Clinton

### Cynthia Premium盤
1. 20才の立場
2. GET DOWN BABY
3. 夏の終り
4. DRUGSTOREのひと
5. 若い旅人
6. CAN'T WAIT TO DREAM ABOUT YOU
7. GIFTS
8. GET IT OFF - GET IT ON
9. SPIN AWAY
10. LINGER
11. 想い出通り
  - 作詞: 有馬三恵子、作曲: 筒美京平、編曲: 萩田光雄
  - 15thシングル。
12. ご無沙汰
  - 作詞: 有馬三恵子、作曲・編曲: 筒美京平
  - 15thシングル「想い出通り」のB面曲。

## 発売履歴
- 1975年06月21日 - LP
- 1997年07月21日 - CD （CD選書）
- 2006年06月14日 - CD-BOX（紙ジャケット・高音質マスターサウンド）